# Heineken
Heineken (nederl. uttal:  [ˈɦɛinəkən]) (eller Heineken Brouwerijen) är ett nederländskt bryggeriimperium grundat 1864 då Gerard Adriaan Heineken köpte ett bryggeri i Amsterdam. I slutet av 2006 ägde Heineken fler än 155 bryggerier i mer än 65 länder och sysselsatte knappt 61 000 personer. Idag är Heineken världens fjärde största bryggerikoncern.
Sammanlagt brygger och försäljer företaget mer än 120 olika ölsorter. I Nederländerna har Heineken bryggerier i Zoeterwoude och 's-Hertogenbosch. I Sverige bryggs flera av Heinekens ölsorter på licens av Spendrups.

## Historik

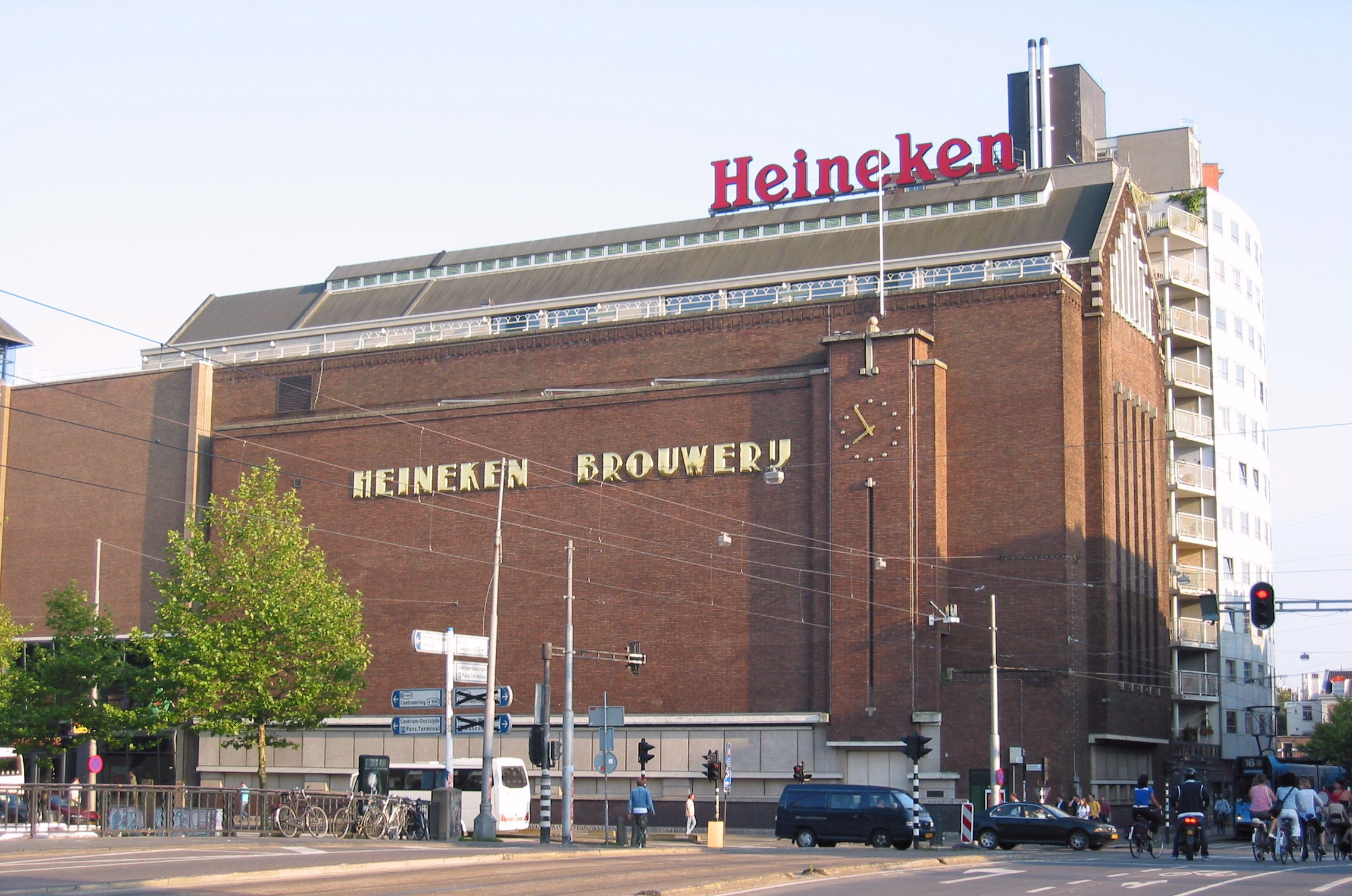
HeinekenBrouwerij

Gerard Adriaan Heineken var 22 år gammal när han 1864 med hjälp från sin mor köpte det största bryggeriet i regionen, "Höstacken". 1868 byggdes ett nytt bryggeri. Hans tanke var att ändra jäsningsprocessen för att få en klarare renare brygd. År 1873 ändrade han namnet till Heineken's Bierbrouwerij Maatschappij N.V. På grund av det tysk-franska kriget 1870-1871 minskade importen av bayersk öl och Heinekens försäljning steg kraftigt.
Hans aggressiva prispolitik gjorde att bryggeriet blev framgångsrikt på den nederländska hemmamarknaden. År 1927 blev bolaget kunglig hovleverantör. År 1931 öppnades den första utländska verksamheten i Surabaya i Indonesien. Denna verksamhet lade grunden för bolagets utbredning i Asien. År 1953 köpte Heineken De Sleutel, ett bryggeri med anor tillbaka till 1433. År 1969 upphörde produktionen vid De Sleutel. År 1954 togs beslut om att bygga ett nytt bryggeri i 's Hertogenbosch.
Konkurrenten Amstel blev 1968 uppköpt av Heineken. År 1971 ärvde Alfred ”Freddy” Heineken företaget, och under hans ledning blev ölmärket till marknadsledande också på den internationella marknaden. Scottish & Newcastle köptes upp av Carlsberg och Heineken 2008 där Heineken tog över verksamheten i Storbritannien och Irland och Carlsberg tog över dryckesgruppen Baltic Beverages Holding (BBH). Sedan 2009 heter Scottish & Newcastles tidigare verksamhet i Storbritannien Heineken UK Ltd. År 2003 köpte Heineken in sig i österrikiska Brau Union.

## Varumärken i urval
- Amstel
- Bintang
- Birra Moretti (köptes av Heineken 1996)
- Brand (köptes av Heineken 1989)
- Březňák
- Eb
- Heineken
- Krušovice
- Murphy's Stout
- Starobrno
- Cruzcampo, Spanien
- Foster's, Australien
- Gösser, Österrike
- Hacker-Pschorr, Tyskland
- Kingfisher, Indien
- Paulaner, Tyskland
- Puntigamer, Österrike
- Reininghaus, Österrike
- Sagres, Portugal
- Strongbow, Storbritannien
- Union, Slovenien
- Lagunitas, USA